# Polyphylla pubescens
Polyphylla pubescens är en skalbaggsart som beskrevs av Cartwright 1939. Polyphylla pubescens ingår i släktet Polyphylla och familjen Melolonthidae. Inga underarter finns listade i Catalogue of Life.